# Albert Nguyễn Cao
Nguyễn Cao (1925-1998) nguyên là một tướng lĩnh Bộ binh của Quân lực Việt Nam Cộng hòa, cấp bậc Thiếu tướng. Ông xuất thân từ những khóa đầu tiên tại trường Võ bị Liên quân do Chính phủ Quốc gia Việt Nam với sự hỗ trợ của Quân đội Pháp, mở ra ở Trung phần, sau dời về Nam Cao nguyên Trung phần. Trong thời gian tại ngũ, ông chỉ phục vụ đơn vị Bộ binh một thời gian ngắn, sau đó chuyển sang lĩnh vực bàn giấy nên ông được mệnh danh là một vị tướng văn phòng. Tuy nhiên cuộc đời binh nghiệp của ông chỉ tồn tại có 15 năm.

## Tiểu sử & Binh nghiệp
Ông sinh vào tháng 8 năm 1925 trong một gia đình đại điền chủ ở Sóc Trăng, miền tây Nam phần Việt Nam. Gia đình ông theo Quốc tịch Pháp nên ông còn có tên Pháp là "Albert". Thiếu thời ông học Tiểu học tại Sóc Trăng. Khi lên Trung học, ông được gia đình gửi lên Đà Lạt học ở trường Lycée Yersin. Năm 1945 ông tốt nghiệp với văn bằng Tú tài toàn phần Pháp (Part II). Sau đó, ông được tuyển dụng làm công chức cho Nhà nước Bảo hộ tại Đà Lạt cho đến khi gia nhập quân đội.

### Quân đội Quốc gia Việt Nam
Đầu tháng 4 năm 1951, thi hành lệnh động viên của Chính phủ Quốc gia Việt Nam, ông nhập ngũ vào Quân đội Quốc gia, mang số quân: 45/102.685. Theo học khóa 4 Lý Thường Kiệt tại trường Võ bị Liên quân Đà Lạt, khai giảng ngày 14 tháng 4 năm 1951. Ngày 1 tháng 12 cùng năm mãn khóa tốt nghiệp Thủ khoa với cấp bậc Thiếu úy hiện dịch. Ra trường, ông được điều động về Tiểu đoàn Việt Nam với chức vụ Trung đội trưởng Bộ binh. Đầu năm 1953, ông được thăng cấp Trung úy chuyển về văn phòng Bộ Tổng tham mưu làm Sĩ quan Tùy viên cho Trung tướng Nguyễn Văn Hinh Tổng tham mưu trưởng Quân đội Quốc gia.

### Quân đội Việt Nam Cộng hòa
Cuối tháng 10 năm 1955, sau khi Chính thể của nền Đệ nhất Cộng hòa ra đời, đồng thời Quân đội Quốc gia được đổi tên thành Quân đội Việt Nam Cộng hòa, ông được chuyển sang phục vụ cơ cấu mới này. Quan điểm và lập trường của Tổng thống Ngô Đình Diệm là không thân Pháp và không thích những quân nhân mang Quốc tịch Pháp. Do đó, ông từ bỏ Quốc tịch Pháp và hồi tịch Quốc tịch Viêt Nam. Giữa tháng 11 cùng năm, ông được thăng cấp Đại úy tại nhiệm. Tháng 10 năm 1958, ông được thăng cấp Thiếu tá và được củ làm Trưởng phòng trong Bộ Tư lệnh Đệ nhất Quân khu. Đầu năm 1960, ông được thăng cấp Trung tá và được bổ nhiệm chức vụ Tỉnh trưởng tỉnh An Giang thay thế Trung tá Lê Quang Liêm. Đầu năm 1962, ông được giao nhiệm vụ mới làm Tổng quản trị Khu dinh điền ở Cao nguyên Trung phần sau khi bàn giao chức vụ tỉnh trưởng An Giang lại cho Trung tá Nguyễn Văn Minh. Đầu năm 1963, ông chuyển về Bộ Tư lệnh Quân đoàn II và Vùng 2 chiến thuật, được cử giữ chức vụ phụ tá cho Thiếu tướng Nguyễn Khánh đương nhiệm Tư lệnh Quân đoàn.
Sau cuộc đảo chính 1963. Ngày 12 tháng 11 năm 1963, ông được Hội đồng Quân nhân Cách mạng thăng cấp Đại tá và được giữ chức vụ Tổng ủy trưởng Phủ Tổng ủy Tân sinh Nông thôn.
Cuối tháng 1 năm 1964, tướng Khánh làm cuộc Chỉnh lý, tước quyền các tướng lĩnh đứng đầu Hội đồng Quân nhân Cách mạng. Đầu tháng 2 năm 1964, ông được tướng Khánh bổ nhiệm làm Chánh văn phòng Phủ Thủ tướng. Ngày 11 tháng 8 cùng năm, ông được thăng cấp Chuẩn tướng, kiêm thêm chức vụ Đổng lý Văn phòng Quốc trưởng.
Đầu năm 1965, ông được thăng cấp Thiếu tướng tại nhiệm. Tuy nhiên không lâu sau đó, vào ngày 18 tháng 2 Hội đồng tướng lĩnh gây áp lực, buộc tướng Khánh phải ra nước ngoài với vai trò "Đại sứ lưu động". Ngày 25 tháng 2, ông cũng bị buộc phải ra ngoại quốc với tư cách tháp tùng tướng Khánh.

## Lưu vong
Sau khi rời Việt Nam, ông cùng tướng Khánh lưu trú tại Mỹ một thời gian ngắn. Từ năm 1966, ông và tướng Khánh sang Pháp. Sau đó ông định cư ở Paris, Pháp và sống bình lặng cho đến tận cuối đời.
Ngày 14 tháng 2 năm 1998, ông từ trần tại Paris, Pháp. Hưởng thọ 73 tuổi.

## Gia đình
- Phu nhân: Bà Nguyễn Thị Thịnh